# Rockeskyll
Rockeskyll är en kommun och ort i Landkreis Vulkaneifel i förbundslandet Rheinland-Pfalz i Tyskland.
Kommunen ingår i kommunalförbundet Verbandsgemeinde Gerolstein tillsammans med ytterligare 37 kommuner.